# Колагири
Колагири (груз. ქოლაგირის ციხე) — грузинская крепость конца XVIII века недалеко от Тамариси в муниципалитете Болниси (мхаре Квемо-Картли). Одна из последних крепостей, построенных в Картли-Кахетинском царстве. Расположена всего в 500 метрах к югу от шоссе S6 Марнеули — Болниси (конец шоссе Sh156). Используется как женский монастырь.
Крепость была построена в 1788—1798 годах по приказу царицы Дареджан (жены Ираклия II): «Постройте великую крепость и стены для замка».
Крепость была призвана служить форпостом царской столицы (Тбилиси), а также укрытием для окрестного населения во время османских или персидских набегов. После присоединения к России (1801) крепость утратила оборонное значение и некоторое время использовалась как тюрьма.
В плане представляет собой квадрат площадью 2000 м². Стены сложены из камня, а кирпичи использовались для украшения башен и входов. Стена высотой 6 м, на первом этаже стены толще. Башни имеют четыре этажа, первые три из которых служили складами оружия, продовольствия и боеприпасов.
В центре крепости имеется действующая церковь, которая используется как главный храм женского монастыря, посвящённого царице Кетеван.